# Sergueï Klimov
Pour les articles homonymes, voir Klimov (homonymie).
Sergueï Aleksandrovitch Klimov (en russe : Сергей Александрович Климов, en anglais : Sergey Klimov), né à Léningrad (aujourd'hui Saint-Pétersbourg) le 7 juillet 1980, est un coureur cycliste russe. Il est, depuis 2018, directeur sportif de l'équipe Roland, évoluant en World Tour féminin.

## Palmarès sur route

### Palmarès année par année
- 2001
  - 3e étape du Tour de Normandie
- 2003
  - 5eb étape du Tour de Tarragone
- 2007
  - 2e de l'Eindhoven Team Time Trial
- 2008
  - 1re étape de la Semaine cycliste lombarde (contre-la-montre par équipes)
  - 3e du championnat de Russie sur route
- 2010
  - 3e étape du Tour de Burgos (contre-la-montre par équipes)
- 2013
  - 3e étape des Cinq anneaux de Moscou
  - 3e des Cinq anneaux de Moscou
- 2014
  - 2e du Grand Prix Udmurtskaya Pravda

## Résultats sur les grands tours

### Tour d'Italie
3 participations 
- 2008 : 110e
- 2009 : 137e
- 2010 : 94e

### Classements mondiaux
| Année           | 2005  | 2006 | 2007 | 2008 | 2009 | 2010 | 2011 | 2012 | 2013 | 2014 |
| --------------- | ----- | ---- | ---- | ---- | ---- | ---- | ---- | ---- | ---- | ---- |
| UCI Asia Tour   |       |      | 219e |      |      |      |      | 236e |      |      |
| UCI Europe Tour | 1213e | 968e | 291e | 570e |      |      |      | 751e | 382e | 294e |

## Palmarès sur piste

### Jeux olympiques
- Sydney 2000
  - 8e de la poursuite par équipes

### Championnats du monde juniors
- 1998
  -  Champion du monde de course aux points juniors

### Coupe du monde
- 2002
  - 1er de la poursuite par équipes à Moscou
- 2003
  - 1er de la poursuite par équipes à Moscou (avec Alexei Markov, Alexander Serov et Nikita Eskov)
- 2004-2005
  - 3e de la poursuite par équipes
- 2005-2006
  - 1er de la poursuite par équipes à Moscou (avec Ivan Rovny, Alexander Serov et Nikolay Trusov)
- 2006-2007
  - 1er de la course aux points à Manchester
  - 3e de l'américaine à Manchester

### Championnats Balkans
- 2004
  -  Champion des Balkans de poursuite
  -  Champion des Balkans de course aux points
  -  Médaillé d'argent de la poursuite par équipes